# باي تل (أمجز)
باي تل (بالفارسية: پای تل) هي منطقة سكنية تقع في إيران في قسم أمجز الريفي. يقدر عدد سكانها بـ 9 نسمة بحسب إحصاء 2016.